# Zelfportret met blauw schetsboek
Zelfportret met blauw schetsboek is een zelfportret in waterverf door de Belgische kunstschilder Léon Spilliaert uit 1907. Het maakt deel uit van een reeks van tien zelfportretten die hij schilderde in 1907-1908. Het werk bevindt zich sinds 1950 in de collectie van het Koninklijk Museum voor Schone Kunsten Antwerpen.

## Context
Het leven van Spillaert werd niet gekenmerkt door grote gebeurtenissen. Zelf gaf hij aan veel meer waarde te hechten aan wat zich afspeelde in zijn innerlijk. Het zelfportret zag hij als een manier om dat innerlijk diepgaand te onderzoeken: het langdurig bestuderen van zijn eigen fysieke voorkomen leidde bij hem tot diepe introspectie en contemplatie. Bij het schilderen van zijn zelfportretten kwam hij naar eigen zeggen in gesprek met zichzelf over zijn narcistische gevoelens, zijn zelfdestructieve gedachten en zijn ideeën over hoe hij meende dat de buitenwereld hem zag.
In de periode 1907-1908, toen hij 26-27 jaar oud was, schilderde Spillaert een tiental indringende, expressieve zelfportretten, veelal in waterverf, soms ook met krijt, potlood of in inkt. Zelfportret met een blauw schetsboek is hiervan een der eersten en exemplarisch voor de reeks.

## Afbeelding
In Zelfportret met een blauw schetsboek toont Spillaert zichzelf vanaf kniehoogte, strak rechtop in een kamer in de familiewoning van zijn ouders. De kleuren van de aquarel zijn grauw en monotoon, behoudens enkele blauwe accenten op het gelaat en het boek. Klaarblijkelijk is hij iets aan het schetsen, denkbaar zichzelve in een spiegel. Hij positioneert zichzelf letterlijk en figuurlijk in het centrum van zijn werkstuk. Met een penetrerende blik kijkt hij de toeschouwer recht in de ogen en maakt deze daarmee meteen deelgenoot van zijn complexe, persoonlijke proces van introspectie. Spillaert ziet zijn geprononceerde gezichtsuitdrukkingen als vehikels van zijn nerveuze, koortsige, opvliegerige innerlijk leven en daarmee zijn karakter. Het op onnatuurlijke wijze van bovenaf invallende licht geeft daarbij een extra accentuering: ze beschaduwen en omranden zijn priemende ogen en doen de harde kaaklijnen extra scherp uitkomen. De witte lichtvlek bovenop op zijn dikke haardos en andere licht-donker contrasten zorgen voor een bijna spookachtige uitstraling. In combinatie met de witte boord en de kille omgeving met de egale wandtafel zorgt het voor iets afstandelijks, alsof hij de kijker waarschuwt ook weer niet té dichtbij te komen. Tegelijkertijd spreekt er een duidelijke melancholie uit het portret, alsof hij niemand kan bereiken. Het geeft het werk iets dubbels, "unheimisch" en raadselachtigs.

## Andere zelfportretten, 1907-1908

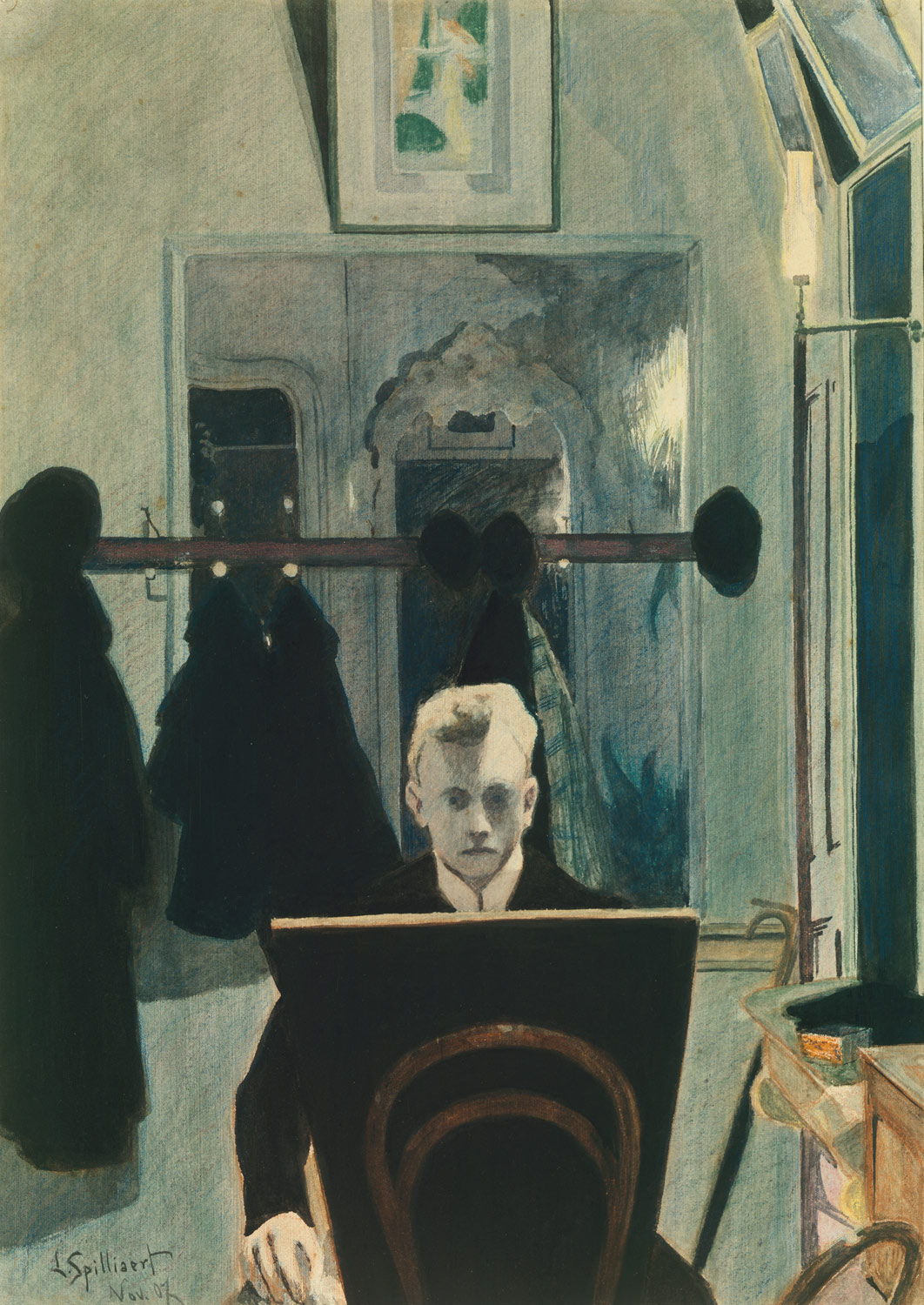
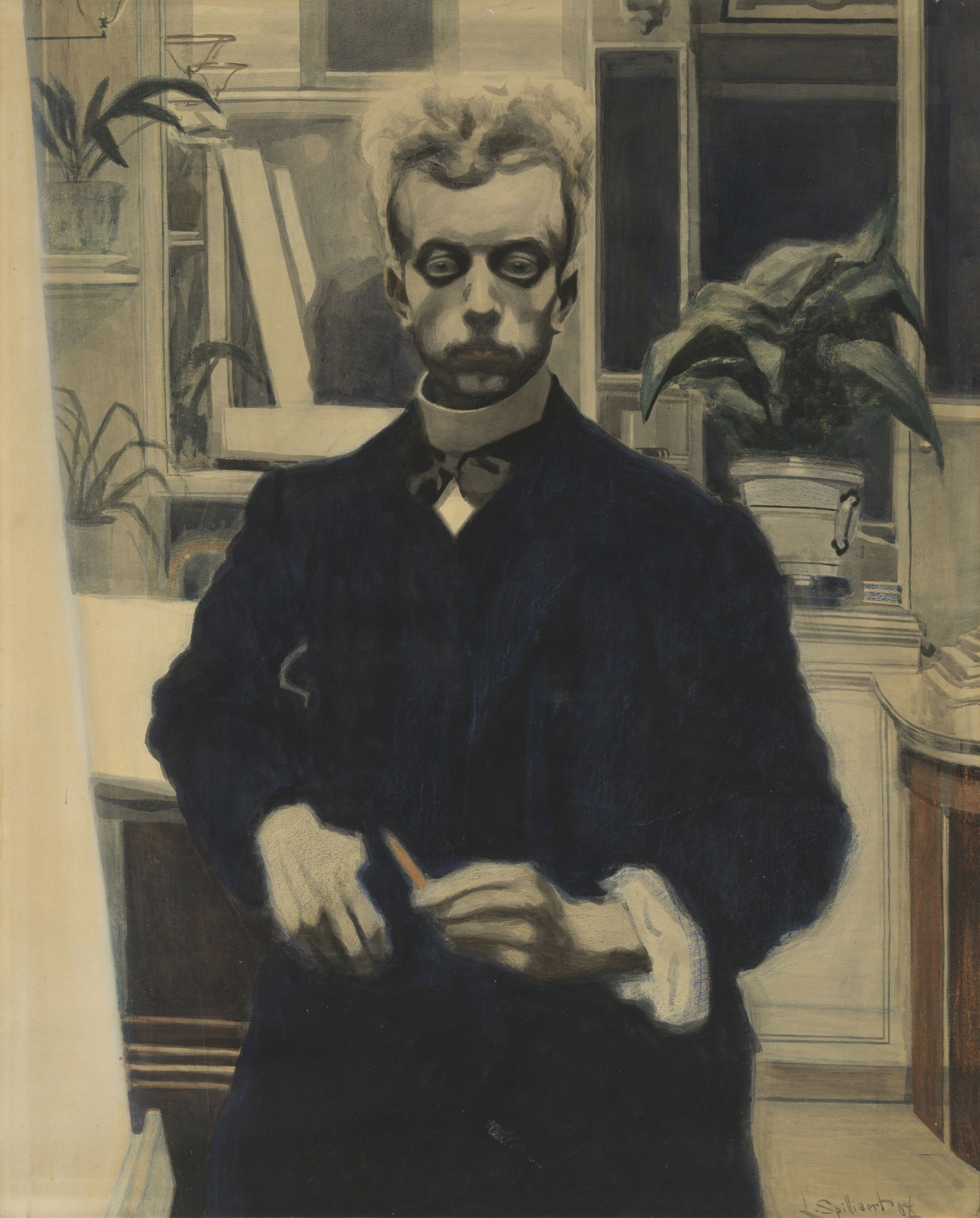
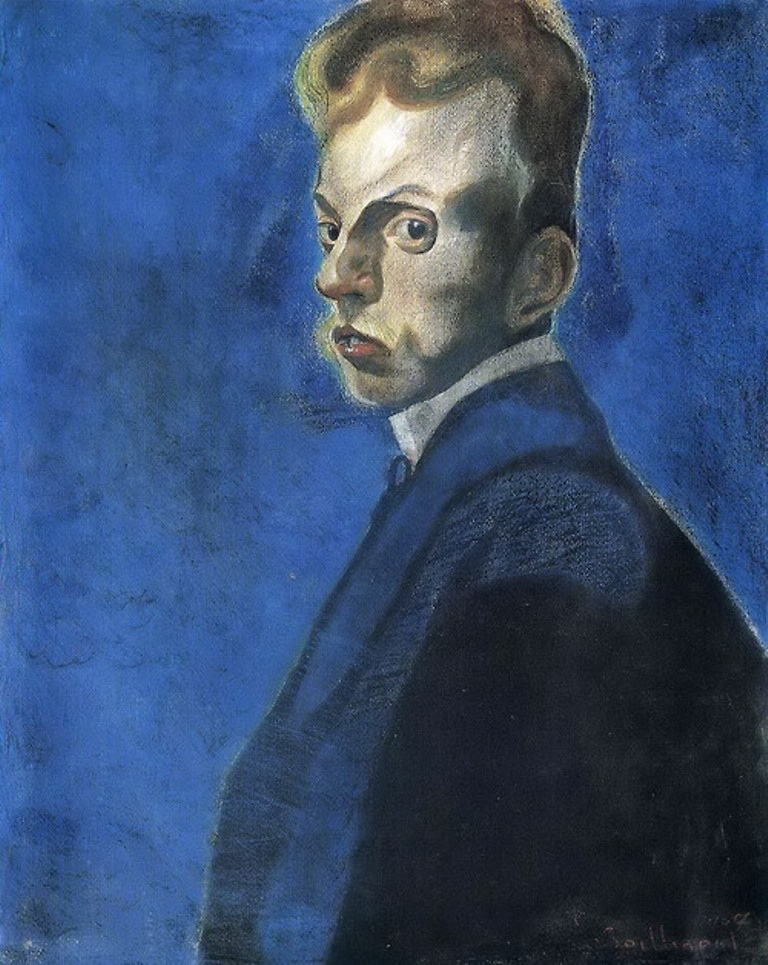
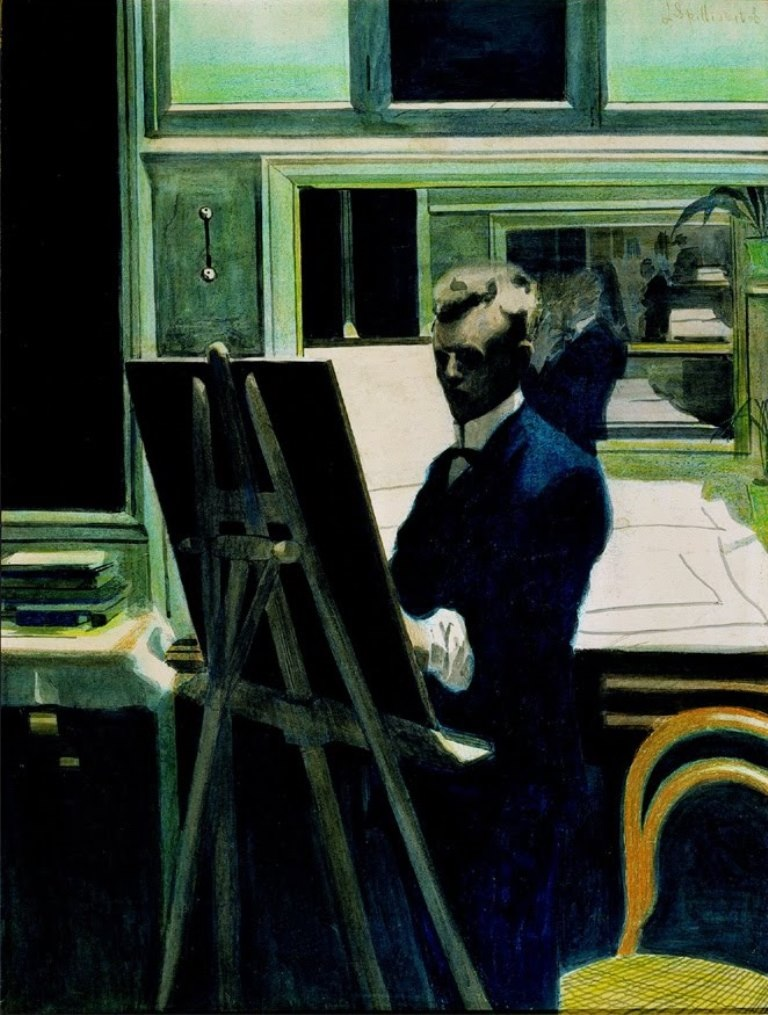
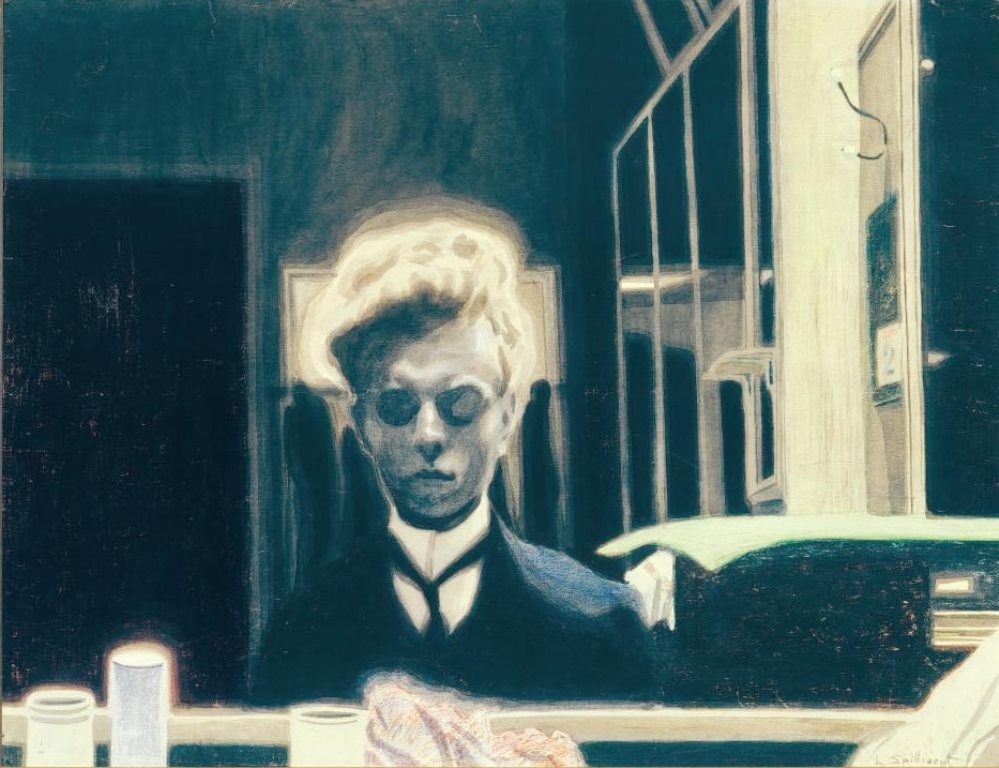
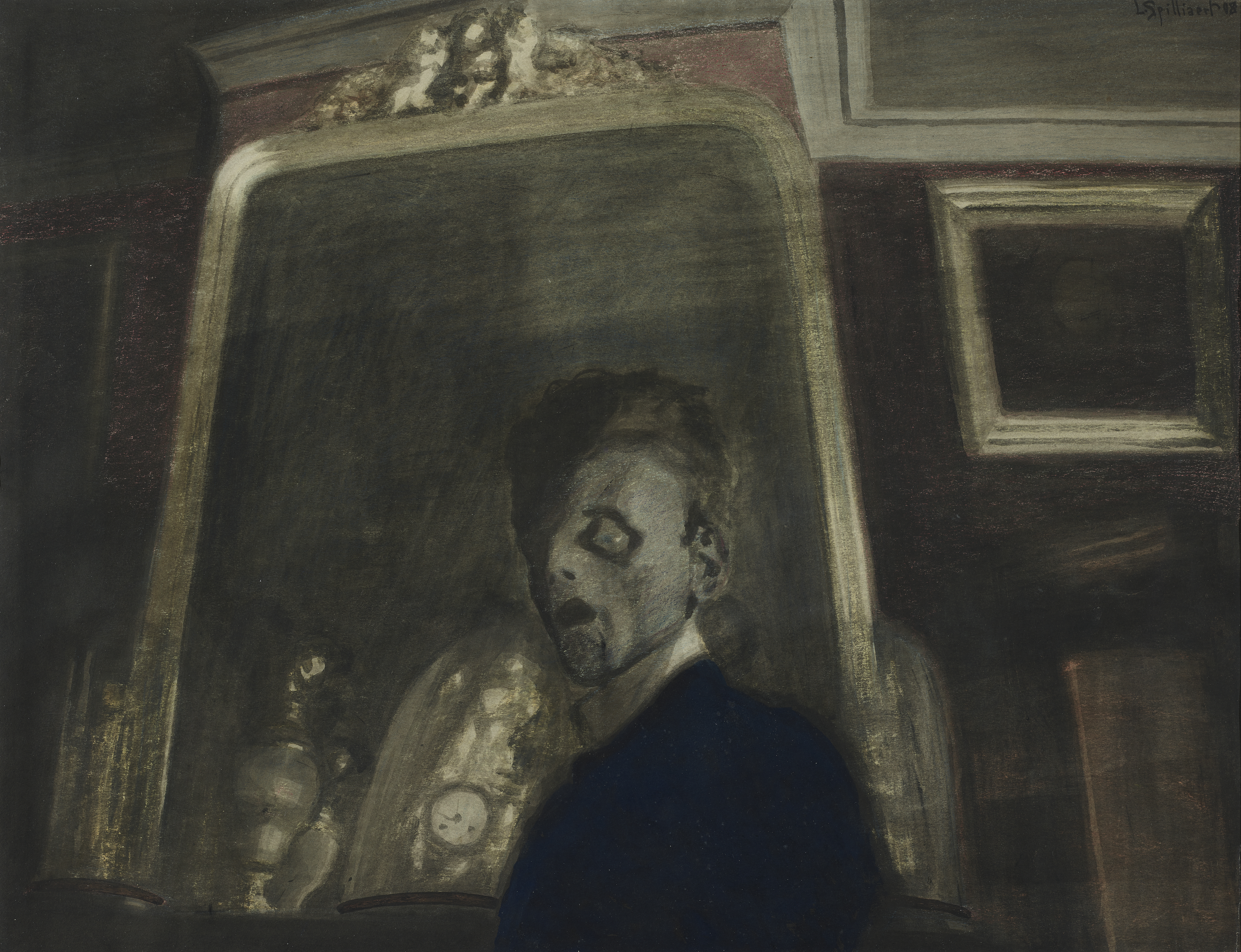
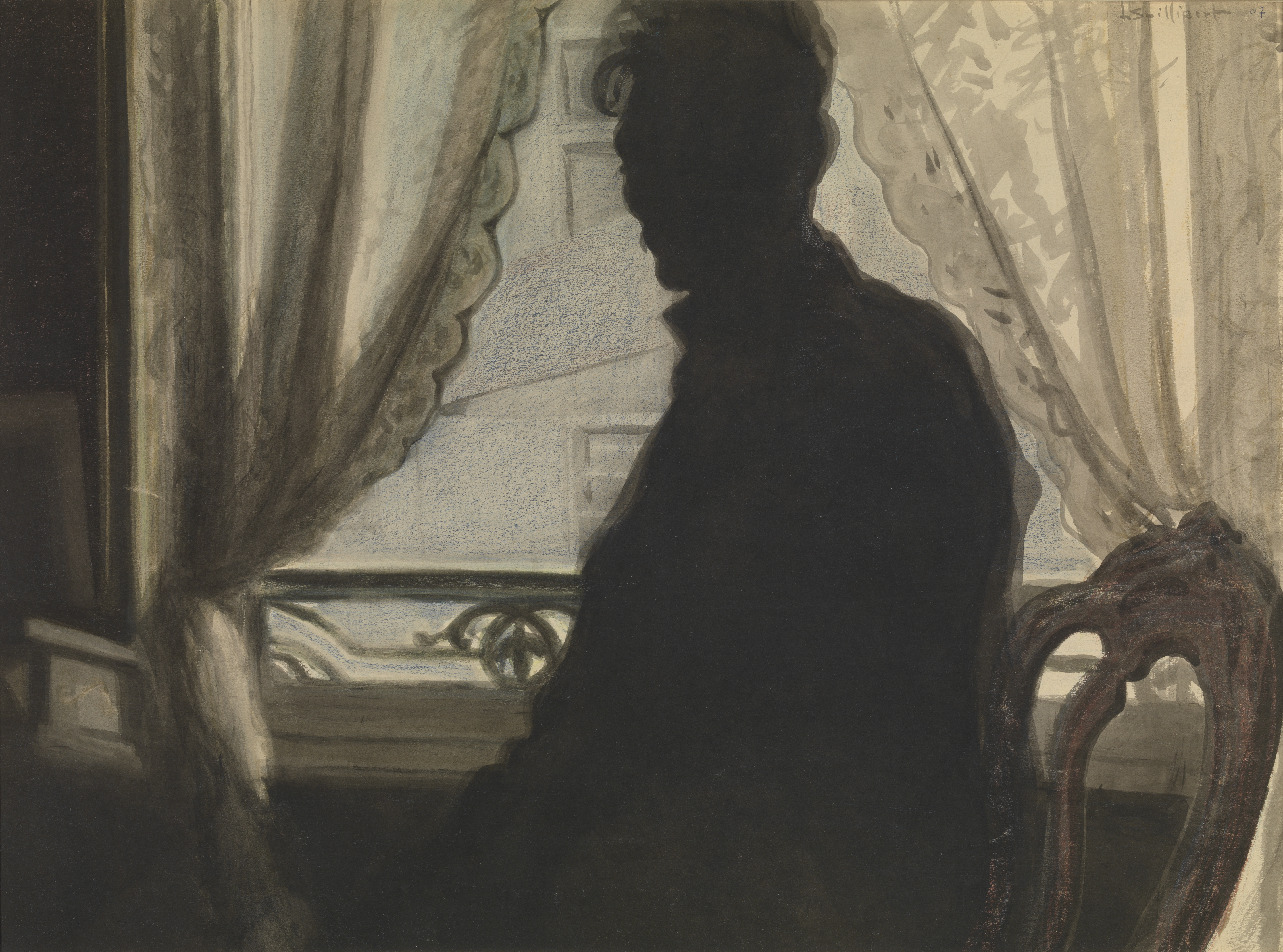
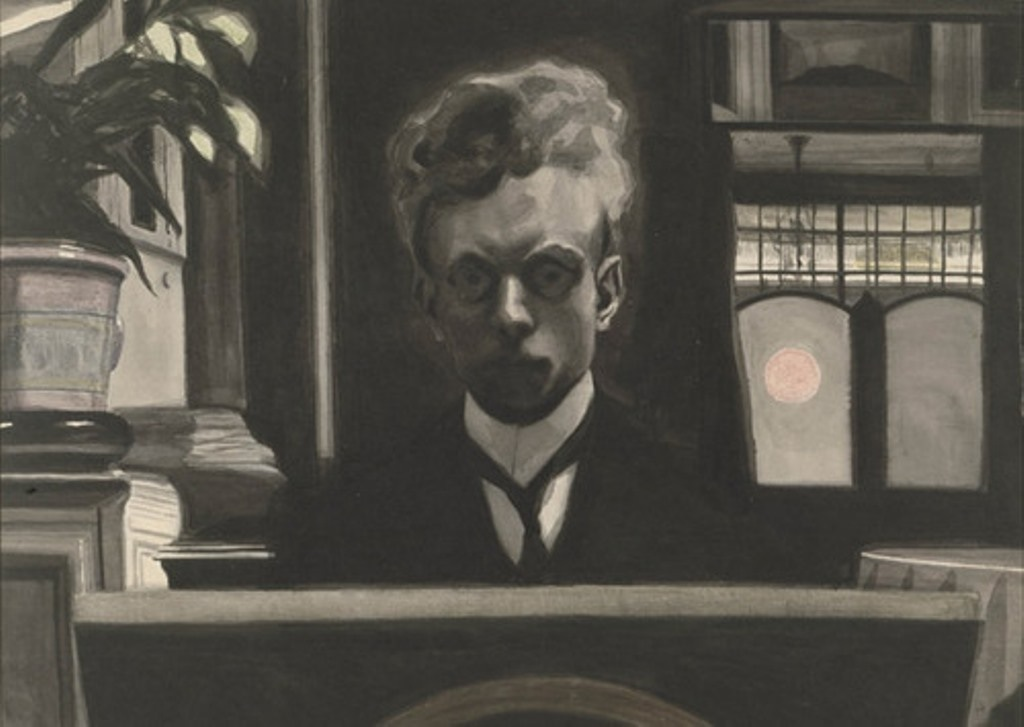
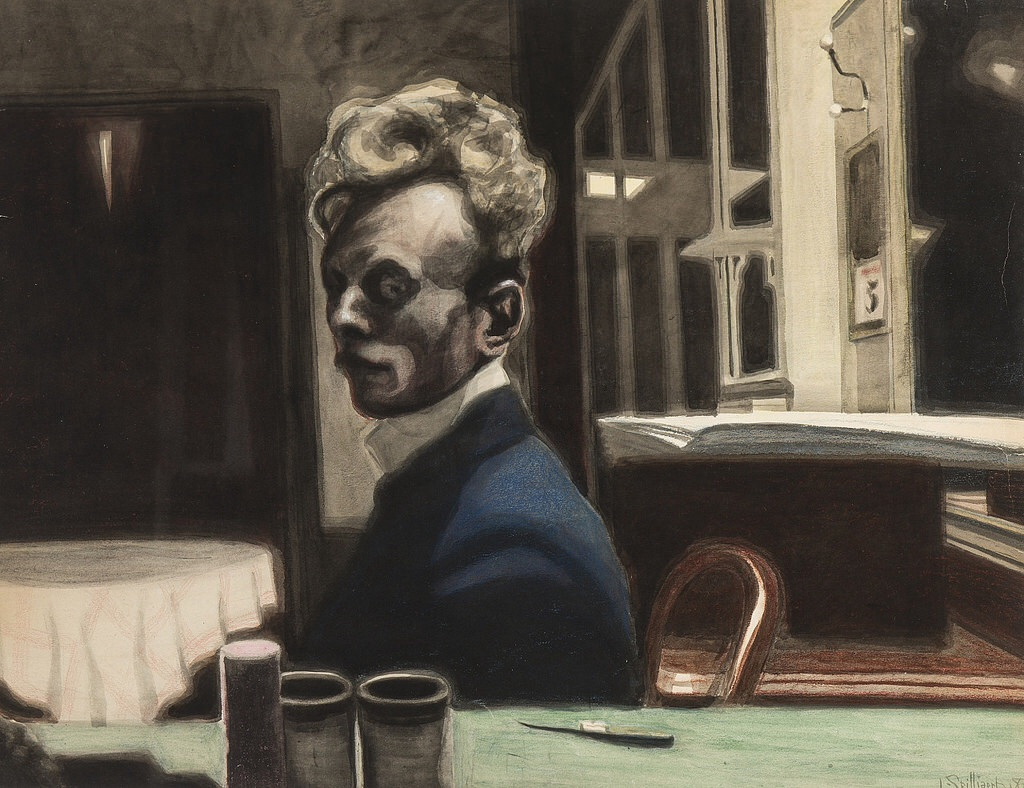